# Bolesław Schwarzenberg-Czerny
Bolesław Błażej Antoni Schwarzenberg-Czerny (ur. 3 lutego 1890 w Krakowie, zm. wiosną 1940 w Charkowie) – pułkownik piechoty Wojska Polskiego, ofiara zbrodni katyńskiej.

## Życiorys
Syn Bolesława i Jadwigi z Höfelmajerów. Absolwent gimnazjum we Lwowie, studiował przez dwa lata prawo na Uniwersytecie Jana Kazimierza we Lwowie. W 1909 powołany do armii austriackiej, ukończył szkołę oficerską. Od 1914 ponownie powołany, do 1918 roku był oficerem cesarskiej i królewskiej armii. 20 maja 1919 roku został przyjęty do Wojska Polskiego z byłej armii austro-węgierskiej z zatwierdzeniem posiadanego stopnia porucznika ze starszeństwem z dniem 1 maja 1916 roku, z zaliczeniem do I Rezerwy armii, z jednoczesnym powołaniem do czynnej służby na czas wojny aż do demobilizacji.
Od 26 lipca do 28 sierpnia 1920 roku pełnił obowiązki dowódcy 9 pułku piechoty Legionów. 19 sierpnia 1920 roku został zatwierdzony w stopniu kapitana ze starszeństwem z dniem 1 kwietnia 1920 roku.
Po zakończeniu wojny z bolszewikami w dalszym ciągu pełnił służbę w 9 pp Leg. w Zamościu na stanowisku dowódcy I batalionu, a później kwatermistrza pułku. 3 maja 1922 roku został zweryfikowany w stopniu majora ze starszeństwem z dniem 1 czerwca 1919 roku i 289. lokatą w korpusie oficerów piechoty.
W maju 1926 roku, w czasie zamachu stanu walczył po stronie Józefa Piłsudskiego. Po zamachu został przesunięty na stanowisko zastępcy dowódcy 9 pp Leg.
12 kwietnia 1927 roku awansował na podpułkownika ze starszeństwem z dniem 1 stycznia 1927 roku i 16. lokatą w korpusie oficerów piechoty. W styczniu 1930 roku został przeniesiony ze stanowiska zastępcy dowódcy 30 pułku Strzelców Kaniowskich w Warszawie do Doświadczalnego Centrum Wyszkolenia w Rembertowie na stanowisko wykładowcy. W styczniu 1931 roku objął dowództwo 6 pułku strzelców podhalańskich w Samborze. 21 grudnia 1932 roku awansował na pułkownika ze starszeństwem z dniem 1 stycznia 1933 roku i 4. lokatą w korpusie oficerów piechoty. W styczniu 1935 roku został wyznaczony na stanowisko komendanta Szkoły Podchorążych dla Podoficerów w Bydgoszczy.
Do 9 września 1939 roku był dowódcą piechoty dywizyjnej 24 Dywizji Piechoty w Jarosławiu. 9 września 1939 roku przejął od płk. dypl. Bolesława Krzyżanowskiego dowodzenie 24 Dywizją Piechoty. W czasie kampanii wrześniowej po agresji ZSRR na Polskę dostał się do niewoli sowieckiej. Był więziony w obozie w Starobielsku. Wiosną 1940 został zamordowany w Charkowie przez funkcjonariuszy NKWD i pogrzebany w Piatichatkach, gdzie od 17 czerwca 2000 mieści się oficjalnie Cmentarz Ofiar Totalitaryzmu w Charkowie. Figuruje na Liście Starobielskiej NKWD pod poz. 3756.
Postanowieniem nr 112-48-07 Prezydenta Rzeczypospolitej Polskiej Lecha Kaczyńskiego z 5 października 2007 został awansowany pośmiertnie do stopnia generała brygady. Awans został ogłoszony 9 listopada 2007 w Warszawie, w trakcie uroczystości „Katyń Pamiętamy – Uczcijmy Pamięć Bohaterów”.

## Ordery i odznaczenia
- Krzyż Srebrny Orderu Wojskowego Virtuti Militari nr 4890 (1921)[13]
- Krzyż Oficerski Orderu Odrodzenia Polski (10 listopada 1928)[14]
- Krzyż Walecznych (czterokrotnie)
- Złoty Krzyż Zasługi (19 marca 1937)[15][16]
- Medal Pamiątkowy za Wojnę 1918–1921
- Medal Dziesięciolecia Odzyskanej Niepodległości
- Medal 10 Rocznicy Wojny Niepodległościowej (Łotwa, 1929)[17]